# NGC 5803
NGC 5803 (również PGC 53609) – galaktyka eliptyczna (E-S0), znajdująca się w gwiazdozbiorze Wagi. Odkrył ją Francis Leavenworth 10 czerwca 1885 roku.